# یواس‌اس شارک (اس‌پی-۵۳۴)
یواس‌اس شارک (اس‌پی-۵۳۴) (به انگلیسی: USS Shark (SP-534)) یک کشتی بود که طول آن ۷۴ فوت ۴ اینچ (۲۲٫۶۶ متر) بود. این کشتی در سال ۱۹۰۹ ساخته شد.